# Weinmannia testudineata
Weinmannia testudineata är en tvåhjärtbladig växtart som beskrevs av José Cuatrecasas. Weinmannia testudineata ingår i släktet Weinmannia och familjen Cunoniaceae. Inga underarter finns listade i Catalogue of Life.